# Handschrift 167

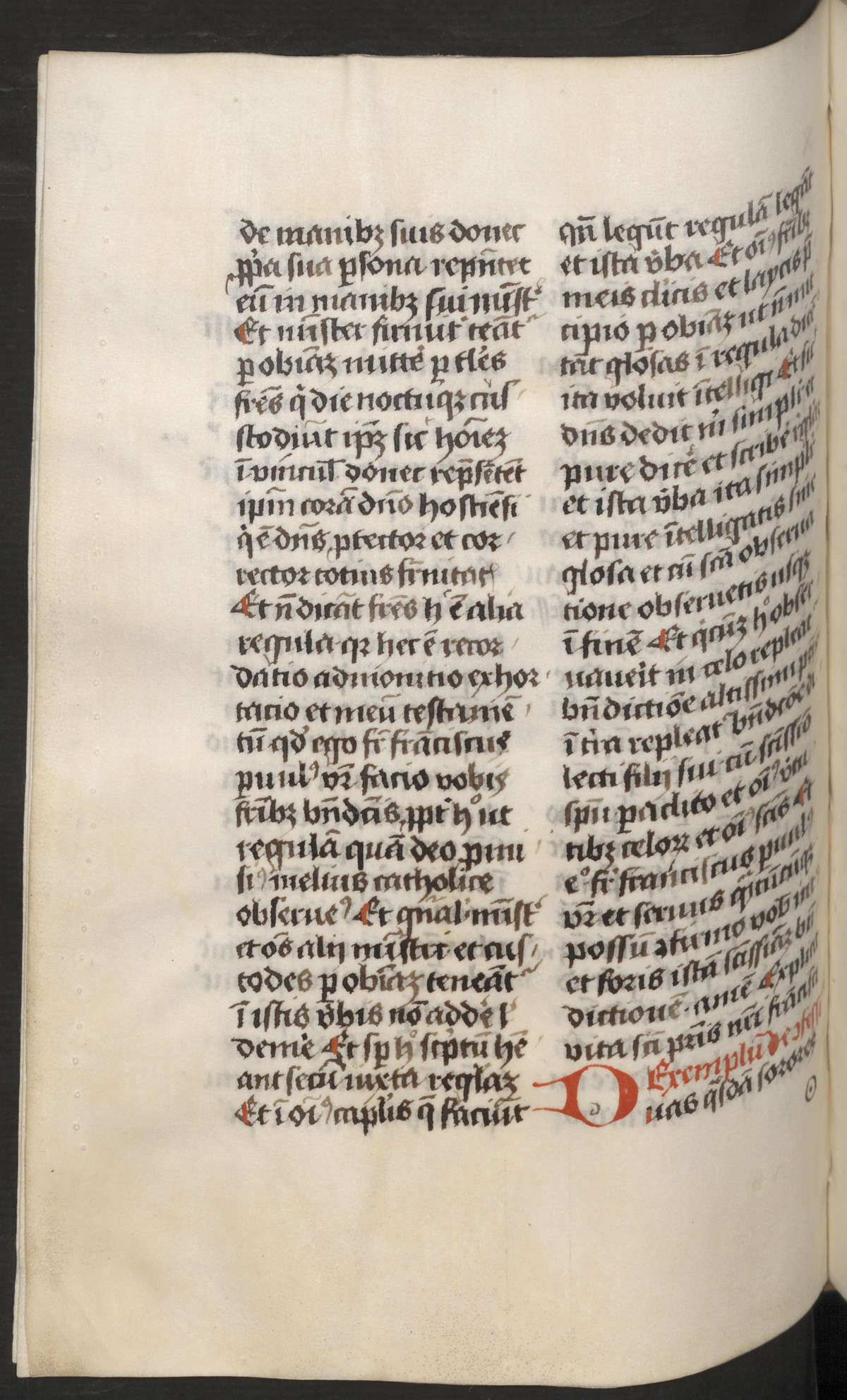
Hs. 167: bladzijde met prikkings en initiaal met representant fol. 88v

Handschrift 167 is een 16e-eeuws manuscript afkomstig uit het kartuizerklooster Nieuwlicht in Utrecht. Het op perkament geschreven handschrift bevat een afschrift in het Latijn van Bonaventurae Vita sancti Francisci en Actus sanctorum sociorum sancti Francisci. Het manuscript bestaat uit 24 katernen van elk acht folia. Het manuscript bevat in totaal 192 folia van 210 x 140 mm. Tegenwoordig wordt Hs. 167 bewaard in de Universiteitsbibliotheek Utrecht. Het is te citeren als: Universiteitsbibliotheek Utrecht Hs. 167 (4 H 7).

## Historische Context

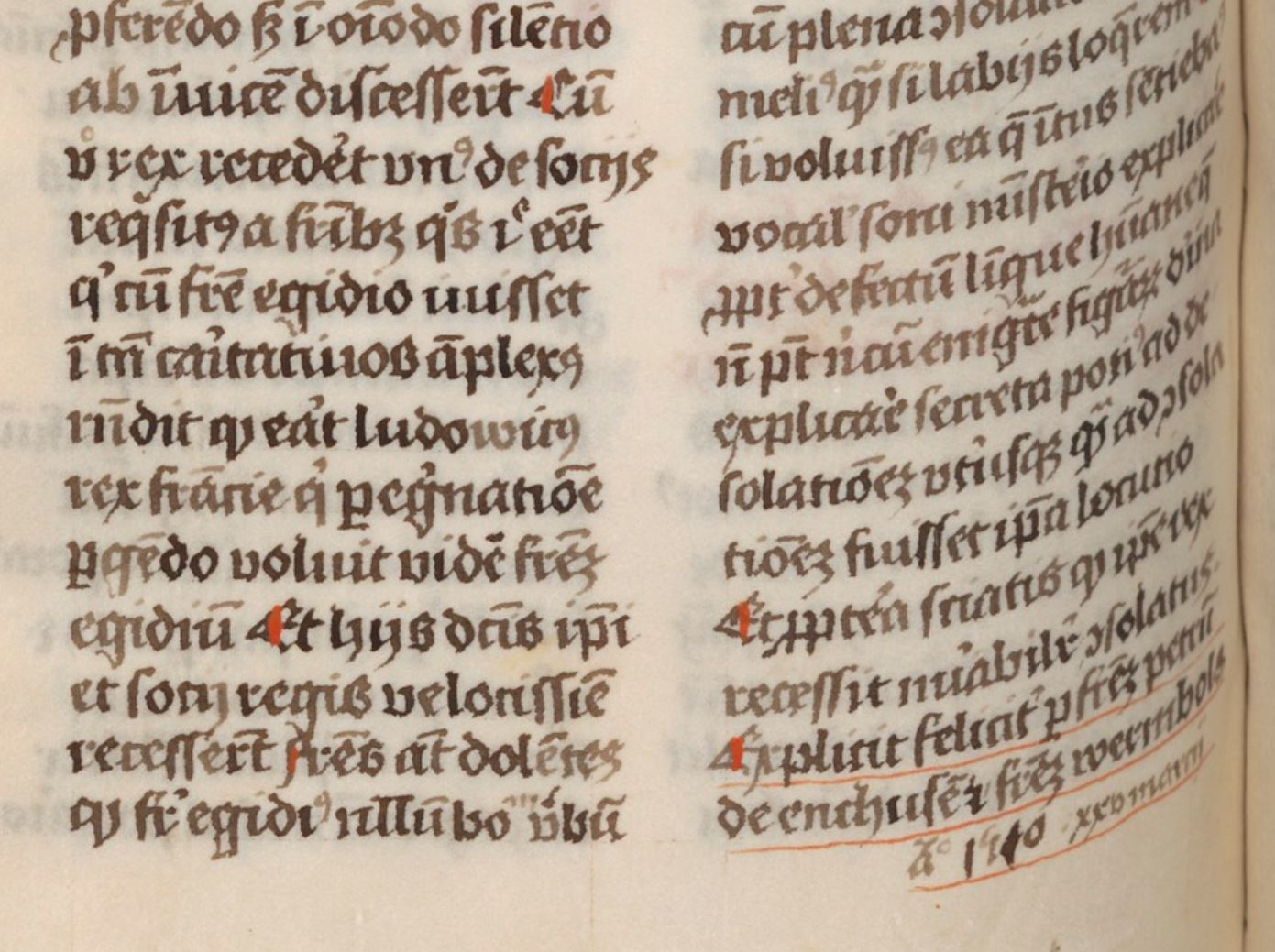
Hs. 167: colofon op fol. 108v

Het Kartuizerklooster Nieuwlicht werd in 1392 gesticht door Zweder van Abcoude en lag net buiten de stad Utrecht. Het klooster werd in 1580 opgeheven als gevolg van de reformatie. Een groot deel van het kloostergebouw is afgebroken in de loop van de 16e eeuw en slechts enkele onderdelen staan nog overeind. Veel van de boeken, zowel handschriften als gedrukte boeken, zijn in het bezit gekomen van de Universiteitsbibliotheek Utrecht, waar ze vandaag de dag nog steeds verblijven.

## Beschrijving
Het manuscript heeft een leren band over originele houten platten en met stempelversiering, daarnaast bevat het hoek ook een koperen boekslot. De twee schutbladen voorin bestaan uit hergebruikt, beschreven perkament. De katernen zijn geordend met behulp van custoden, waarbij de eerste paar woorden van de tekst van de volgende pagina in de onder marge worden opgeschreven. De folia binnen de katernen hebben bladsignaturen waarbij er een letter en een cijfer wordt gebruik voor ordening. Een moderne foliëring met potlood staat rechtsboven. Rond fol. 82r verandert de foliëring door verkeerd ingebonden bladen.
Het manuscript is geschreven door twee verschillende kopiisten uit Nieuwlicht: Petrus van Enchusen en Wermbold van Leiden. Dit is bekend door de colofon op fol. 108v waar de identiteit van de kopiisten en het jaar van vervaardiging bekend worden gemaakt: 1510. De hand van het manuscript verandert na fol. 76v. Het begin van het tweede verhaal op fol. 85v is aangegeven met een perkamenten klavier en een lombarde en komt niet overeen met de wisseling van hand.
Dit handschrift bevat geen miniaturen. Wel is er op fol. 3r een initiaal met penwerk in de Utrechtse stijl aanwezig aan het begin van het eerste hoofdstuk. Hoofdletters in dit manuscript zijn opgehoogd aan de hand van een lik rode verf. De kopiist heeft representanten geplaatst als aanwijzing voor de verluchter. Er zijn rubrieken in rood schrift aanwezig aan het einde van elke alinea, daarnaast is er een initiaal in rood of blauw bij elke nieuwe alinea geplaatst. Het gebrek aan decoratie en de relatief kleine marges suggereren dat dit manuscript een gebruikshandschrift was.

## Inhoud
De twee handschriften die zich in dit boek bevinden zijn beide werken van Sint Bonaventura. Dit was een Italiaanse theoloog en lid van de Franciscaner kloosterorde. Hij heeft in zijn leven veel theologische en filosofische werken geschreven. In 1260 kreek Bonaventura de opdracht om een officiële heiligenleven te schrijven van Franciscus van Assisi, de stichter van de kloosterorde. Dit werk is in 1261 opgeleverd door Bonaventura en Hs. 167 bevat een afschrift hiervan.